# عامل مؤلكل مضاد للورم
العامل المضاد للأورام المؤلكل هو عامل مؤلكل يستخدم في علاج السرطان ويربط مجموعة ألكيل (CnH2n+1) بالحمض النووي وبالتالي إيقاف اصطناع البروتين ومنع الانقسام الخلوي الحاصل.
حيث تعمل هذه المركبات على استبدال زمرة ألكيل مكان ذرة الهيدروجين في جزيء الـ حمض نووي ريبوزي منقوص الأكسجين، مما ينتج روابط عمودية في جزيئ الـ DNA وبالتالي احداث تشوه في بنية الجزيء وتسمم الخلايا. هذا العمل يحدث على كل من الخلايا الطبيعية والسرطانية على حد سواء ولكن وجد أن هذه العوامل يكون تأثيرها وتفاعلها أكبر مع الخلايا السريعة الانقسام والغير قادرة على تصحيح الـ DNA لديها (كما هي الحال في الخلايا السرطانية) ولكن هناك خلايا أخرى طبيعية ذات قدرة انقسام سريعة مثل الخلايا الجذعية المكونة للدم والخلايا التناسلية والخلايا بطانية لذلك فإن لهذا النوع من المركبات تأثيرات جانبية كالأنيميا، فرط إنتاج الخلايا، انقطاع الطمث، ضعف في الحيوانات المنوية، أضرار في المخاطية المعوية، وتساقط الشعر. وبعد تكوين هذا النوع من الخلايا المشوهة ينتج عن ذلك عدم القدرة على قراءة رموز الـ DNA وتثبيط تصنيع البروتين والـحمض نووي ريبوزي والـ DNA مما يؤدي في النهاية إلى موت الخلايا وخصوصاً الخلايا السرطانية سريعة الانتشار للسبب الآنف الذكر.

## أنواع عوامل الألكلة
تقسم عوامل الألكلة إلى ستة أنواع هي:
1. الخردل النيتروجيني (ميكلوريثامين، سيكلوفوسفاميد، إيفوسفاميد، ميلفالان، وكلورامبوسيل)
2. مشتقات الأيثيلين أمين والميثيلين أمين (الألتريتامين، الثيوتيبا)
3. سولفونات الألكيل (بوسولفان)
4. النيتروسورياس (الكارموستين واللوموستين)
5. التريازينات (الداكاربازين، البروكاربازين، والتيموزولوميد)
6. العوامل المضادة للسرطان المغلفة بالبلاتين (سيسبلاتين، كاربوبلاتين، أوكساليبلاتين)

لجميع هذه العوامل المؤلكلة خواص شديدة السمية ولكن أغلب التأثيرات تكون على نخاع العظام والجهاز الهضمي كما وجد أن بعض هذه العوامل كانت سبباً في الإصابة بالركود الصفراوي (فشل الكبد) وخصوصاً مركبات (التيموزولوميد، السيكلوفوسفاميد، والكلورامبوسيل) يمكن أن يعزى ذلك إلى الاستخدام الواسع لهذه المركبات في علاج السرطان كما أنه يمكن أن تعطى عن طريق الفم للعلاج طويل الأمد.
والأهم من ذلك أن العوامل المؤلكلة يمكن أن تسبب مرض الانسداد الوريدي عندما تعطى بجرعات عالية، وفرض التشكل الخلوي العقدي اللمفاوي (nodular regenerative hyperplasia) عند اعطائها لفترات طويلة.